# Otterbach (Inde)
Der Otterbach ist ein 4,2 km langer, orografisch rechter Nebenfluss der Inde im westlichen Rheinland, Nordrhein-Westfalen (Deutschland).
Er liegt völlig auf dem Stadtgebiet von Eschweiler in der Städteregion Aachen und entspringt im Bovenberger Wald nahe der Gemeindegrenze zu Langerwehe im Kreis Düren. In gerader Linie fließt er durch das östliche Nothberg parallel zum Omerbach. In der Nähe der Nothberger Burg verändert er seine Richtung streng gen Osten entlang des Eisenbahndamms und mündet bei Weisweiler in die Inde.
Aufgrund der sehr ähnlichen Schreibweise wird er gelegentlich in historischen Dokumenten mit dem Omerbach verwechselt.
Im März 2004 wurde die Stichstraße der Heisterner Straße in Nothberg mit den Nummern Heisterner Straße 67 bis Heisterner Straße 89 nach langem Drängen der Anwohner in Am Otterbach umbenannt.